# Tessé-la-Madeleine
Tessé-la-Madeleine é uma comuna francesa na região administrativa da Normandia, no departamento Orne. Estende-se por uma área de 3,92 km². Em 2010 a comuna tinha 2 764 habitantes (densidade: 705,1 hab./km²).